# Poema Newland
Poema Newland, née le 4 mai 2000 à Narbonne, est une kitesurfeuse française professionnelle. Elle est notamment championne d'Europe en 2021

## Biographie
Elle commence le kite assez tardivement au lycée mais devient rapidement championne Méditerranée en 2016 dans la catégorie freestyle avant de se spécialiser en kite foil. En 2018, elle participe aux Jeux olympiques de la jeunesse et obtient une médaille d'argent. Elle est nommée comme étoiles du sport cette année-là. En parallèle, elle intègre l'Institut d'études politiques de Paris via le parcours sport de haut niveau.
Lors du Festikite 2021, elle s'adjuge le titre de championne d'Europe de Formula Kite. Elle intègre le top trois français féminin de sa discipline.
En 2023, elle monte sur la troisième marche de la Trofeo Princesa Sofia 2023 puis participe au Championnats du monde de voile qui inclut pour la première fois le Formula Kite ; elle se classe huitième de l'édition remportée par sa compatriote Lauriane Nolot. En septembre, elle remporte la médaille d'or aux Jeux méditerranéens de plage.